# Мицена игловидная
Мице́на иглови́дная (лат. Mycéna acícula) — гриб семейства Миценовые (Mycenaceae). Ранее род Мицена (Mycena) не выделяли из семейства Рядовковые (Tricholomataceae).
Синонимы:
- Agaricus acicula Schaeff., 1774, nom. illeg.
- Agaricus aurantiocrocatus var. minor Schumach., 1803, nom. illeg.
- Agaricus coccineus Scop., 1772
- Agaricus coccineus Schaeff., 1774, nom. illeg.
- Agaricus flavominiatus Berk., 1852
- Agaricus miniatus Batsch, 1783, nom. illeg.
- Agaricus phoeniceus Fr., 1838
- Agaricus phoeniceus V.Brig., 1837, nom. illeg.
- Agaricus punicans Britzelm., 1893
- Agaricus punicellus Fr., 1874
- Agaricus scopolii Lasch, 1829, nom. illeg.
- Hemimycena acicula (Schaeff.) Singer, nom. illeg.
- Hygrocybe coccinea (Scop.) P. Kumm., 1871
- Hygrophorus coccineus (Scop.) Fr., 1836
- Marasmiellus acicula (Schaeff.) Singer, 1951, nom. illeg.
- Mycena punicans (Britzelm.) Sacc., 1887
- Mycena punicella (Fr.) Sacc., 1887, nom. illeg.
- Pseudohygrocybe coccinea (Scop.) Kovalenko, 1988
- Tricholoma phoeniceum (Fr.) Singer, 1943, nom. illeg.
- Trogia acicula (Schaeff.) Corner, 1966

## Описание
- Шляпка 0,3—1 см в диаметре, ярко-оранжевого цвета, в центре с красноватым оттенком, по краю светло-жёлтая, в молодом возрасте полушаровидной, затем выпукло-колокольчатой формы, нередко с волнистым краем.
- Мякоть тонкая, желтоватого цвета. Запах и вкус отсутствуют.
- Гименофор пластинчатый, пластинки белого цвета, с желтоватым оттенком, приросшие к ножке, часто расположенные.
- Ножка 2—5 см длиной и 0,05—0,1 см толщиной, лимонно-жёлтого цвета, к основанию светлее, полая, ломкая. Кольца на ножке нет.
- Споры неамилоидные, бесцветные, 8—12×2,5—4 мкм, веретеновидной или цилиндрической формы. Базидии четырёхспоровые.
- Несъедобна.

## Экология
Встречается редко, одиночно или небольшими группами с лета по осень. Сапротроф.